# Johann Bonifaz Schetzler
Johann Bonifaz Schetzler (auch Schezler, Hans Schetzler, ab ca. 1560 Hans Schetzler von Sultzfeld; * in Sulzfeld am Main; † 26. März 1572) war ein Botenmeister, Sekretär und Lehenschreiber der Würzburger Fürstbischöfe. Er gilt als Nachfolger des Geschichtsschreibers Lorenz Fries, dessen Hohe Registratur und Bischofsgeschichte er zu Ende führte.

## Leben
Johann Bonifaz Schetzler wurde in Sulzfeld am Main geboren, das genaue Geburtsdatum an der Wende vom 15. zum 16. Jahrhundert ist allerdings unklar. Die Familie gehörte zur örtlichen Oberschicht, der Vater Georg Schetzler, amtierte zweimal als Bürgermeister von Sulzfeld. Johann Bonifaz stammte aus der Ehe Georg Schetzlers mit Barbara Hofmann und war das älteste Kind aus dieser Verbindung. Insgesamt besaß Johann Bonifaz neun Geschwister, darunter mehrere Halbgeschwister. Er widmete seinen fünf Schwestern und vier Brüdern einen Gedenkstein an der Sebastianskirche in seinem Geburtsort. Die älteren Halbbrüder traten alle in den geistlichen Stand ein, so ist Sebastian Schetzler 1549 als Inhaber der Vikarie Lobdeburg in Würzburg nachweisbar.
Die Jugend und Ausbildung des Johann Bonifaz, der sich selbst als Hans Schetzler bezeichnete, ist in den Quellen nicht nachweisbar. Erstmals erwähnt wurde Schetzler im Jahr 1540. Er war wohl bereits unter dem Würzburger Fürstbischof Konrad II. von Thüngen und damit zwischen 1519 und 1540 zu einem Mitglied der Hofkanzlei aufgestiegen. Schetzler war als kunstfertiger Schreibmeister, Ingrossist und Kalligraf tätig. In den Quellen tauchte er allerdings als „cantzleyschreiber“ unter dem Fürstbischof Konrad III. von Bibra erstmals auf. Im Jahr 1541 wurde Schetzler als Botenmeister bezeichnet. In den ersten Jahren wurde Hans Schetzler wohl vor allem als Zuarbeiter für den fürstbischöflichen Sekretär Lorenz Fries eingesetzt und schrieb dessen Hauptwerke ins Reine.

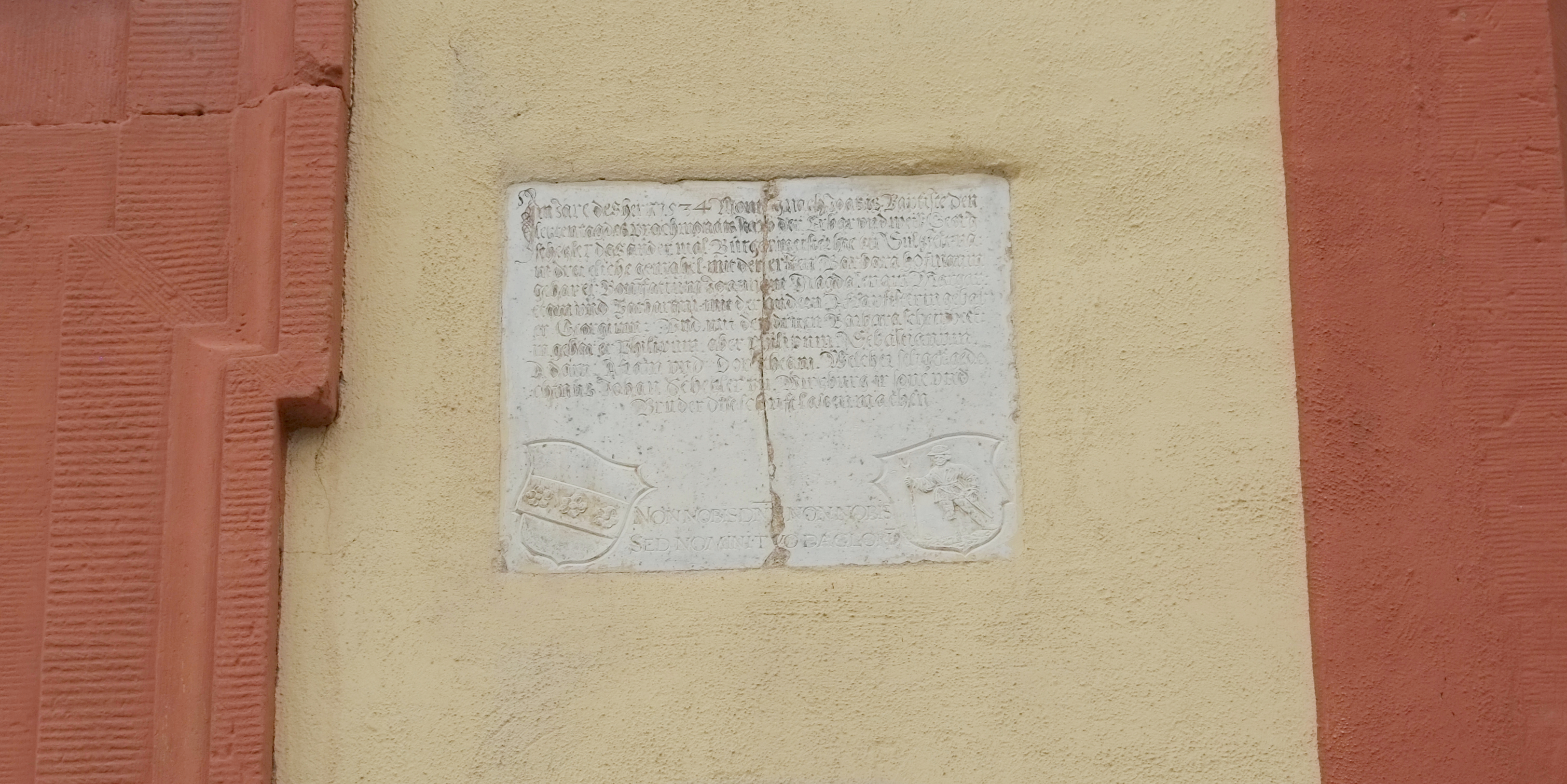
Gedenkstein von Johann Bonifaz Schetzler an der Sulzfelder Sebastianskirche

In den Jahren 1546 und 1547 reiste Schetzler nach Rothenburg (ob der Tauber), wo er auf dem Fränkischen Kreistag das Hochstift Würzburg vertrat. Nach dem Tod des Lorenz Fries am 5. Dezember 1550 übernahm Schetzler die Arbeit am zweiten Band der sogenannten Hohen Registratur. Namentlich tauchte er, mit seinem persönlichen Wappen und der Bezeichnung „Wirtzburgischer Secretarius“, als Verfasser des Registers auf. Ab 1559 schrieb Johann Bonifaz Schetzler als Lehenschreiber am dritten Band (Buchstaben T–Z). Bis 1564 war die Hohe Registratur mitsamt Nachträgen und Registern fertiggestellt. In der Regierungszeit von Melchior Zobel von Giebelstadt wurde Schetzler zwischen 1544 und 1558 allerdings nicht in den Hofkanzleiordnungen in Würzburg genannt.
Im Jahr 1560 erwähnte die Hofordnung von Würzburg Schetzler als „alte[n] Secretarius“. Ihm wurde vom Fürstbischof Friedrich von Wirsberg ein Jahresgehalt von 150 Gulden zuerkannt. Über sein Amt stieg Schetzler in der Gesellschaft der Domstadt schnell auf, eine Bürgeraufnahme hat sich allerdings nicht erhalten. 1557 besaß er eine Bude auf dem Wochenmarkt und bewohnte mit seiner Familie das „Haus zum kleinen güldenen Knopf“ in der heutigen Domstraße. Bereits 1545 hatte Kaiser Karl V. die Gebrüder Johann Bonifaz, Johann Sebastian und Philipp Schetzler während des Wormser Reichstages in den Adelsstand ohne Prädikat aufgenommen. Johann Bonifaz gelang es dann 1558 den Namen und das Wappen der Schetzlin von Sulzfeld zu übernehmen, wobei er ab ca. 1560 den Beinamen Sultzfeld führte.
Die Familie Schetzler erlebte durch die Adelserhebung einen großen Besitzzuwachs. Bereits in den 1550er Jahren erhielt Johann Bonifaz ein Viertel der Münnerstädter Stadtmühle als Mannlehen. Zusammen mit den Brüdern besaß er Weinberge um Würzburg. 1552 erhielt er als Teil seiner Besoldung den sogenannten Steinhof in Dipbach und 1569 kaufte er sich ein Eigengut in Stadelschwarzach. Ein weiteres Lehen in Homburg am Main blieb Schetzler trotz mehrfacher Erwerbungsversuche verwehrt. Johann Bonifaz Schetzler starb am 26. März 1572.

## Ehen und Familie
Kurz nach 1540 heiratete Johann Bonifaz Schetzler die Stieftochter des Würzburger Goldschmiedemeisters Claus Schmidt, die allerdings bereits kurze Zeit später starb. Die Ehe blieb kinderlos Am 25. August 1562 trat er dann mit der Münnerstädter Amalia (Amaleya) von Burdian in den Stand der Ehe. Aus der Ehe ging mit Maria eine einzige Tochter hervor, die nach dem Tod der Eltern die Erbangelegenheiten in Münnerstadt zu regeln hatte.

## Wappen
Johann Bonifaz Schetzler führte ein von der Familie vererbtes Bürgerwappen, das er nach der Adelserhebung um einen Helm mit Büffelhörnern mehrte, auf denen die Wappenmotive erneut aufgegriffen wurden. Die Helmdecken sind in blau-silbern gehalten. Beschreibung: „In Blau ein silberner Balken belegt mit drei roten Rosen.“ Das Wappen wurde, ohne die Zierelemente und die Tingierung, auf dem Gedenkstein an der Sulzfelder Pfarrkirche aufgegriffen. Daneben ist es im Register der Hohen Registratur des Hochstifts Würzburg zu finden.